# Привольное (Никопольский район)
Привольное (укр. Привільне) — село,
Дмитровский сельский совет,
Никопольский район,
Днепропетровская область,
Украина.
Код КОАТУУ — 1222981003. Население по переписи 2001 года составляло 379 человек.

## Географическое положение
Село Привольное находится на расстоянии в 4 км от села Дмитровка
По селу протекает пересыхающий ручей с запрудой.
Рядом проходит автомобильная дорога Т-0809.